# Discoscapa apicula
Discoscapa, Discoscapidae
Famille
Genre
Espèce
Discoscapa apicula est une espèce fossile d'Apoidea, super-famille faisant partie de l'ordre des Hymenoptera, considérée comme la plus ancienne connue (en 2020). D. apicula est la seule espèce et, a fortiori, l'espèce type du genre Discoscapa et de la famille des Discoscapidae. Cette espèce a été découverte dans de l'ambre birman du milieu du Crétacé par George Poinar, de l'université d'État de l'Oregon, et décrite dans un article paru le 29 janvier 2020. C'est, à la date de sa découverte, une des deux plus anciennes espèces d'abeilles jamais identifiées.

## Découverte, lieu et époque
Le fossile fut trouvé dans un gisement d'ambre birman de la vallée de Hukawng (en), dans le Nord de la Birmanie. Il daterait du Crétacé et serait vieux de 100 millions d'années, le même âge que Melittosphex burmensis, jusqu'alors considérée comme la plus ancienne espèce connue d'abeilles. Puisqu'elles proviennent du même dépôt d'ambre, ces deux spécimens doivent avoir approximativement le même âge.

## Description et classification
Discoscapa apicula est une espèce fossile d'Apoidea, super-famille faisant partie de l'ordre des Hymenoptera. D. apicula est, au moment de sa description, la seule espèce et, a fortiori, l'espèce type du genre Discoscapa et de la famille des Discoscapidae.
Les principaux caractères morphologiques, ainsi que plusieurs caractéristiques biologiques, alignent Discoscapa avec les Anthophila, mais certains caractères d'abeille et de guêpe apoïde ne permettent pas de placer le fossile dans une famille actuelle ou disparue d'abeilles ou de guêpes apoïdes.

## Étymologie
Le nom générique Discoscapa dérive du latin disco, « différent »[Quoi ?], et scapa, « tige », en référence au scape[À traduire] modifié des antennes.
L'épithète spécifique apicula est lui le mot latin pour « petit abeille ». Ce mot est le diminutif du latin apis, qui signifie « abeille ».

### Publications scientifiques
- [Poinar 2020] (en) George Poinar, « Discoscapidae fam. nov. (Hymenoptera: Apoidea), a new family of stem lineage bees with associated beetle triungulins in mid-Cretaceous Burmese amber », Palaeodiversity, vol. 12, no 1,‎ 29 janvier 2020, p. 1-9 (DOI 10.18476/pale.v13.a1, lire en ligne).

### Articles de vulgarisation
- [Ignasse 2020] Joël Ignasse, « Découverte du plus vieux fossile d'abeille, âgé d'environ 100 millions d'années », Sciences et Avenir,‎ 14 février 2020 (lire en ligne).